# Скандинавська та Російська тайга
Скандинавська та Російська тайга — екорегіон, у Північній Європі, обмежений тундрою на півночі та мішаним лісом помірної зони на півдні , займає площу близько 2,166,900 км ² у Норвегії, Швеції, Фінляндії та північній частині Європейської Росії, найбільший екорегіон Європи.

## Опис
Скандинавська та Російська тайга має у своєму складі хвойні ліси, в яких переважають Pinus sylvestris (у сухіших місцях), також зустрічаються Juniperus communis, Picea abies, Picea obovata, а також зі значною домішкою Betula pubescens, Betula pendula. Larix sibirica характерна для східної частини екорегіону.
Скандинавська та Російська тайга межує з екорегіонами Скандинавські прибережні хвойні ліси (на заході), Скандинавський гірський березовий ліс та луки (північний захід та на високогір'ях), тундра Кольського півострова (північ), північно-західноросійсько-новоземельна тундра (північний схід), Уральські гірська тундра та тайга (схід) і Сарматські мішані ліси (південь), Балтійське та Біле море. Геоботанічно воно належить до північно-східної європейської флористичної провінції північно-західного регіону Голарктичного царства.

## Території під охороною
- Бйорнландет, Швеція
- Фемуннсмарка[en], Норвегія
- Гельветін'ярві[en], Фінляндія
- Ісоярві (національний парк)[en], Фінляндія
- Колі (національний парк)[en], Фінляндія
- Лієс'ярві[en], Фінляндія
- Муддус (національний парк), Швеція
- Паанаярві (національний парк), Росія
- Скулескуген[en], Швеція
- Водлозерський національний парк, Росія